# Sparodus validus
Lo sparodo (Sparodus validus) è un anfibio estinto, appartenente ai microsauri. Visse nel Carbonifero superiore (circa 308 milioni di anni fa) e i suoi resti fossili sono stati ritrovati in Europa (Repubblica Ceca). 

## Descrizione
Questo animale era lungo circa 20 - 30 centimetri e doveva essere vagamente simile a una salamandra. Il cranio era relativamente grosso, dotato di orbite piuttosto grandi e di denti conici, robusti e grossi, in particolare quelli della zona mediana della mascella. L'articolazione della mandibola era in posizione molto avanzata, anche rispetto a quella di altri generi simili come Cardiocephalus. Mascella, mandibola e premascella erano percorse da piccole depressioni, come in altri microsauri quali Leiocephalikon e Hylerpeton. Il corpo di Sparodus era più corto e robusto rispetto a quello del successivo Cardiocephalus, e anche gli arti erano più adatti alla locomozione.

## Classificazione
Sparodus validus venne descritto per la prima volta nel 1876 da Fritsch, sulla base di fossili ritrovati nel famoso giacimento di Nýřany in Repubblica Ceca. Sparodus appartiene ai gimnartridi, un gruppo di anfibi microsauri tipici del Carbonifero e del Permiano inferiore, caratterizzati da una dentatura potente e da corpi relativamente allungati. In particolare, Sparodus potrebbe essere vicino all'origine di forme dal corpo allungato quali Cardiocephalus del Permiano. 